# 短齿列当
短齿列当（学名：Orobanche kelleri）为列当科列当属下的一个种。

## 扩展阅读
- 維基物種上的相關：短齿列当